# Rudolf Weinmann (Tischtennisspieler)
Rudolf Weinmann (* 9. Januar 1950 in Horn (Niederösterreich)) ist ein ehemaliger österreichischer Tischtennis-Nationalspieler, der in den 1970er Jahren viermal die nationale Meisterschaft im Einzel gewann. 1987 wurde er Präsident des Österreichischen Tischtennisverbandes.

## Werdegang
Rudolf Weinmann begann seine Laufbahn beim niederösterreichischen Verein Union Horn, den er 1967 Richtung UKJ Tyrolia Wien verließ, um in der Staatsliga zu spielen. Von 1972 bis 1974 trat er in der deutschen Bundesliga bei Hertha BSC an. Er ist der erste Ausländer in der Bundesliga (zusammen mit seinem Landsmann Heinz Schlüter). 1974 schloss er sich dem Klub Miller Traismauer an, wo er bis 1977 blieb. Dann wechselte er zu Union Sparkasse Stockerau, dem heutigen UTTC Stockerau.
Bei den nationalen österreichischen Meisterschaften gewann Rudolf Weinmann neun Titel, vier im Einzel (1971, 1974, 1975, 1976), vier im Doppel (1969, 1971 mit Günter Heine, 1974 mit Franz Waldhäusl, 1975 mit Josef Rottenberg) und einen 1974 im Mixed mit Elisabeth Willinger. Er wurde im Zeitraum 1969 bis 1976 für vier Weltmeisterschaften und vier Europameisterschaften nominiert, kam dabei jedoch nie in die Nähe von Medaillenrängen.
Nach dem Ende der aktiven Laufbahn 1982 übernahm Rudolf Weinmann Funktionärsaufgaben im Österreichischen Tischtennisverband ÖTTV. Anfang der 1980er Jahre wurde er Mitglied des Staatsligaausschusses, 1983 gelangte er als stellvertretender Sportwart in den Vorstand 1985 wurde er zum Vizepräsidenten, 1987 zum bislang jüngsten Präsidenten des ÖTTV gewählt. Dieses Amt hatte er sechs Jahre lang inne.

## Privat
Rudolf Weinmann ist verheiratet und hat drei Töchter. 1976 promovierte er zum Doktor der Wirtschafts-Wissenschaft. 1982 übernahm er die Autohandelsfirma Zitta in Perchtoldsdorf.

## Turnierergebnisse
| Verband | Veranstaltung     | Jahr | Ort      | Land | Einzel     | Doppel       | Mixed        | Team |
| ------- | ----------------- | ---- | -------- | ---- | ---------- | ------------ | ------------ | ---- |
| AUT     | Weltmeisterschaft | 1975 | Calcutta | IND  | letzte 128 | letzte 32    | keine Teiln. | 16   |
| AUT     | Weltmeisterschaft | 1973 | Sarajevo | YUG  | letzte 128 | letzte 64    | letzte 32    | 13   |
| AUT     | Weltmeisterschaft | 1971 | Nagoya   | JPN  | letzte 64  | letzte 64    | keine Teiln. | 13   |
| AUT     | Weltmeisterschaft | 1969 | München  | FRG  | letzte 128 | keine Teiln. | keine Teiln. | 16   |